# كارولاينا رودريغيز
كارولاينا رودريغيز (بالإسبانية: Carolina Rodríguez Gutiérrez)‏ هي دراجة مكسيكية، ولدت في 30 سبتمبر 1993 في تولوكا في المكسيك.

## وصلات خارجية
- كارولينا رودريغيز غوتييريس على موقع الاتحاد الدولي للدراجات (الإنجليزية)
- كارولينا رودريغيز غوتييريس على موقع أرشيف الدراجات (الإنجليزية)
- كارولينا رودريغيز غوتييريس على موقع إحصائيات الدراجات الإحترافية (الإنجليزية)
- كارولينا رودريغيز غوتييريس على موقع نسبة الدراجات (الإنجليزية)
- كارولينا رودريغيز غوتييريس على موقع اللجنة الأولمبية الدولية (الإنجليزية)
- كارولينا رودريغيز غوتييريس على موقع أوليمبيديا (الإنجليزية)